# Librije (Alkmaar)

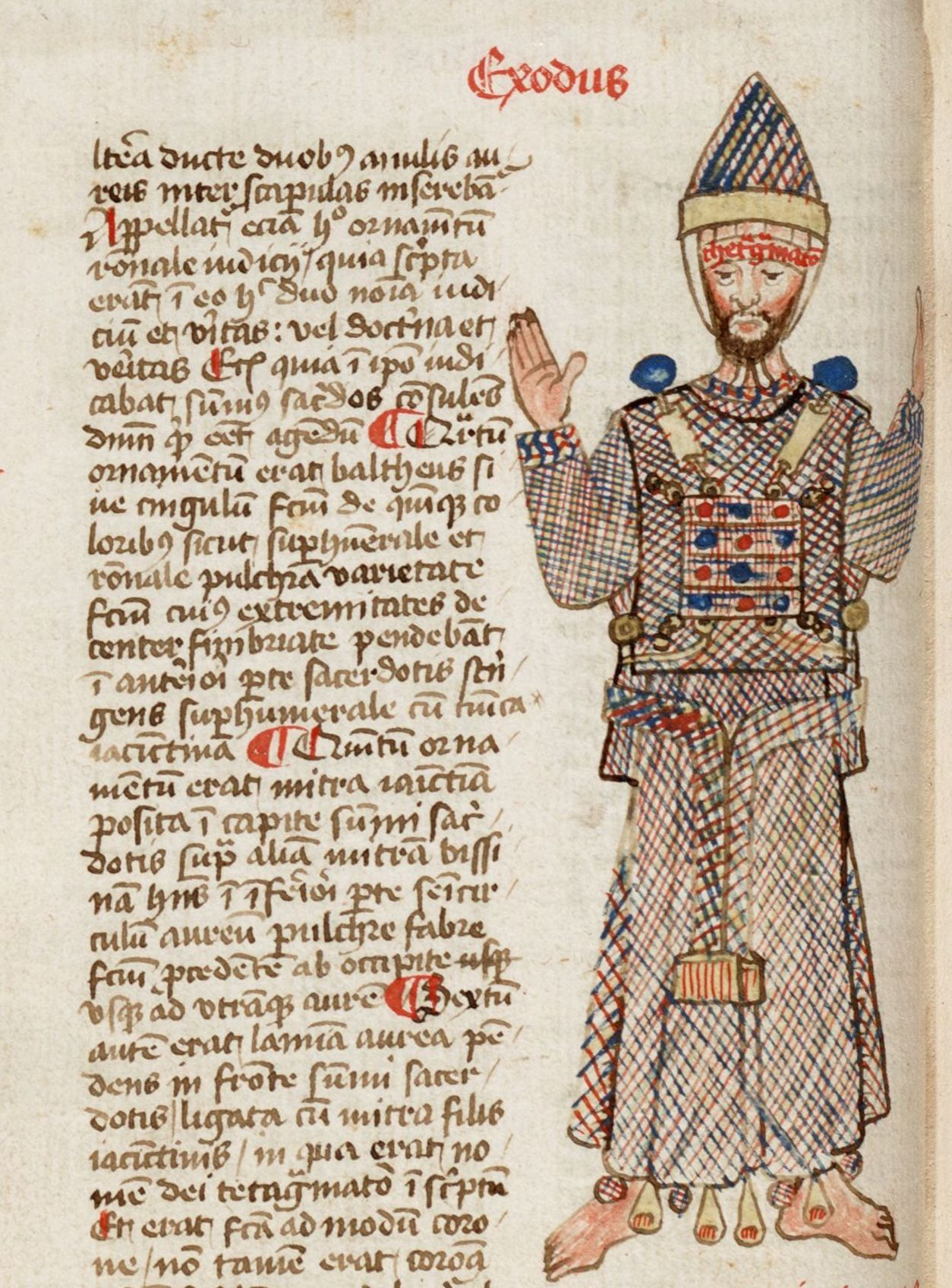
Afbeelding uit de geïllustreerde historiebijbel. Aäron als hogepriester. Aäron wordt afgebeeld met de kledij zoals die beschreven is in Exodus 28

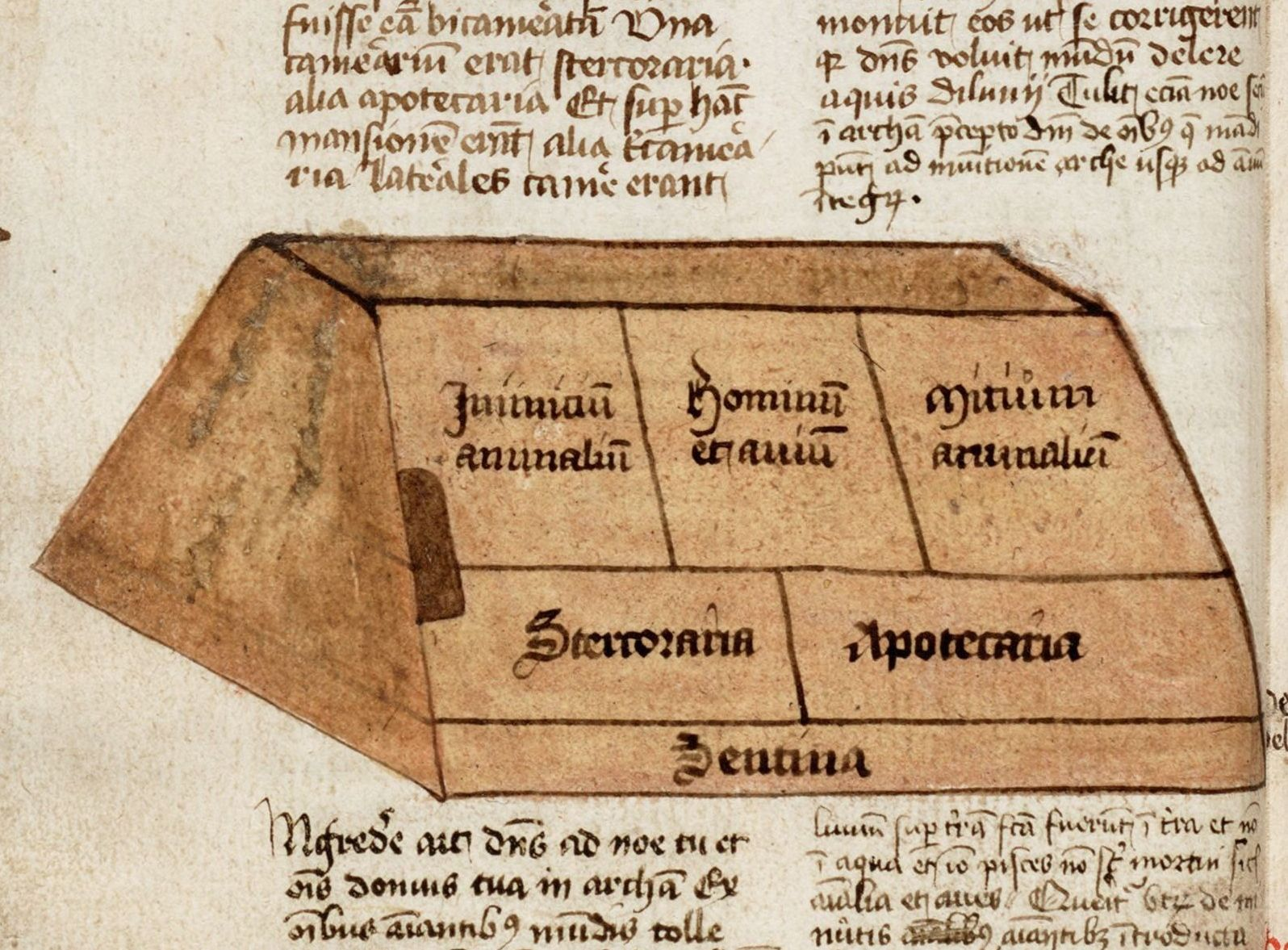
Afbeelding uit de geïllustreerde historiebijbel. De ark van Noach. Inimitium animalium (wilde dieren, boven links; Hominum et avium (mensen en vogels, boven midden); Mitium animalium (tamme dieren, boven rechts); Stercoraria (mest, midden links); Apotecaria (voorraad, midden rechts); Sentina (het ruim, onder)

De Librije van Alkmaar was een historische stadsbibliotheek in de Grote of Sint-Laurenskerk in Alkmaar. De bouw van de kerk werd in 1518 voltooid en vrijwel zeker was de ruimte boven het zuidportaal van de kerk vanaf het begin bestemd voor een bibliotheek. De oudste bron over die ruimte als bibliotheek dateert van 1545. Pieter van Foreest (1521-1597) werd in 1595 voor de tweede maal stadsgeneesheer van Alkmaar. Hij schonk een aanzienlijk aantal boeken aan de librije. In een van die boeken schreef ook hij over de ruimte boven het zuidportaal als die van de bibliotheek. De oudste gedrukte boeken die nu nog aanwezig zijn dateren ook van de vijftiende eeuw; twee van de drie handschriften van begin zestiende eeuw; het derde handschrift is van eerste helft vijftiende eeuw. Dit handschrift is ook het oudste in de librije aanwezige werk. Het is een geïllustreerde  historiebijbel, een navertelling in proza van vooral de verhalende, "historische" boeken van de Bijbel. De tekst en de illustraties zijn gebaseerd op eerdere, in die tijd bekende werken van middeleeuwse theologen zoals Petrus Comestor (circa 1100-1179) en Nicolaas van Lyra (circa 1270-1349). 
In de notitie van Pieter van Foreest  is sprake van gebruik van de bibliotheek door leerlingen van een Latijnse school. Het is mogelijk dat de Latijnse school een rol heeft gespeeld bij de oprichting van de librije. Er zijn echter verder nauwelijks aanwijzingen dat de bibliotheek gebruikt werd door studenten. In tegenstelling tot bijv. de librije van Edam  en de librije van Zutphen bevat die van Alkmaar geen schoolboeken. Ook de inhoud van de catalogi maakt duidelijk dat de auteurs van de klassieke letterkunde, zoals  Ovidius en Horatius die juist op Latijnse scholen werden gelezen, ontbraken. 
Naast schenkingen nam de omvang van de collectie ook toe door aankopen. Die werden gefinancierd door het stadsbestuur. In 1596 werd door Lodewijk Elsevier in Leiden de bibliotheek van Jeremias Bastingius geveild. De stadssecretaris kocht hier voor de librije een aantal boeken aan. In 1601 werd de bibliotheek van Daniël van der Meulen geveild. Naast aankopen op deze veiling werd ook een aantal boeken gekocht in de boekhandel van de zoons van Franciscus Raphelengius  in Leiden. Er werden 60 banden gekocht voor in totaal 372 gulden en 8 stuivers. Ook op veilingen in 1607 van de bibliotheken van  Hieronymus Commelin en Johannes Halsbergius werd door het stadsbestuur aangekocht ten behoeve van de librije. In 1632 werd voor een bedrag van vierhonderd gulden van de boekhandelaar Hendrick Laurensz de door Christoffel Plantijn gedrukte achtdelige Biblia Regia gekocht.  
Vanaf 1605 werd de librije minder toegankelijk. Er kwam een slot op de toegangsdeur. Een bezoek aan de librije werd alleen mogelijk via beheerders van een sleutel die toegang gaf. Het aantal sleutelbeheerders kort na 1605 was 13. Dat waren vooral leden van het stadsbestuur, predikanten en artsen. De laatste groep vanwege het relatief omvangrijke aantal medische boeken dat vooral door giften van Pieter van Foreest aanwezig was.
Het grootste deel van de boeken in de librije is van theologische aard. Kerkvaders uit de vroeg-christelijke Kerk zijn goed vertegenwoordigd. Er is ook veel theologische literatuur uit de zestiende eeuw aanwezig. Er zijn geen werken van Luther aanwezig maar wel van  geestverwanten zoals Johannes Brenz en Martin Bucer. Calvijn, Zwingli en Heinrich Bullinger zijn aanwezig, maar ook Thomas van Aquino. Er zijn in totaal negen gedrukte bijbels in de collectie. Naast de Biblia Regia is er de Statenvertaling van 1637 en een Hieronymus-Bijbel, een incunabel uit 1480. 
Overige onderwerpen in de librije waren recht en natuurwetenschappen. Daaronder de door Carolus Clusius geschreven  'Exoticorvm libri decem': een dierkundige en plantkundige encyclopedie, die in 1605 te Leiden werd gedrukt door Raphelengius. Op het gebied van geschiedenis waren auteurs als Titus Livius, Tacitus en Flavius Josephus aanwezig. Een voorbeeld van een latere auteur is Adam van Bremen van wie het werk 'Descriptio insularum Aquilonis' van ongeveer 1080 aanwezig is. Dat handelt over de geografie, bevolking en gewoonten van Scandinavië en de vorderingen van de christelijke missies daar. De beschrijvingen maken het een van de belangrijkste bronnen over prechristelijk Scandinavië. Het is ook het eerst bekende Europese werk dat de ontdekking van Vinland noemt. Ook werken van de kroniekschrijver Jean Froissart zijn deel van de collectie. 
Al in de zeventiende eeuw werd de librije minder gebruikt. Het wat ingewikkelde systeem van sleutelbeheerders die iemand toegang moesten verschaffen tot de bibliotheek zal hierin een rol hebben gespeeld. Tot begin negentiende eeuw was de librije ook een kettingbibliotheek. Er zijn al uit begin achttiende eeuw verslagen die spreken over vervuiling en verwaarlozing van de librije. In 1819 werd de collectie ondergebracht in het stadhuis van Alkmaar. Pas dan werden de boeken ontketend. De librije werd de volgende decennia vrijwel vergeten. Pas in de tweede helft van de negentiende eeuw begint er zich weer enige interesse in de librije te ontwikkelen. In 1875 verhuist de collectie naar het Stedelijk Museum Alkmaar. In 1966 wordt dat het gemeentearchief, het Regionaal Archief Alkmaar. 